# 青花釉里红瓷仓
青花釉里红瓷仓，又称红釉堆塑楼阁式仓，是元代瓷器珍品，造型别致，屬于随葬明器，青花釉里红瓷器物本已非常罕见，這種楼阁式瓷仓且有明确纪年的樣式，迄今僅此一件。1974年出土於江西省景德镇，1979年9月，丰城县文化馆在江西省文物商店协助下征集得到，现藏江西省博物馆。

## 形制
瓷仓通高29.5cm，横宽20.5cm，进深10cm。仓頂庑殿重檐式，倉瓦為釉里红点彩串珠组成，中以隔墙分为前、后楼。楼阁高低相错，造型别致，充分体现了元代江南木結構建筑特色。
插板式活动仓门两侧用青料书直行楷书七言句对联，右联为“禾黍丰而仓廪实”，左联为“子孙盛而福禄崇”，横披“南山宝象庄五谷之仓”。倉后兩柱间空档有墓志，為青料直行正楷，共计12行，159字。根據墓銘，死者为“故景德镇长芗书院山长凌颖之孙女”，死于元惠宗至元四年戊寅（1338年），葬於南山。